# اللغة النورمانية القديمة
لغة نورمانية قديمة أو الفرنسية الشمالية القديمة أو النورمانية الفرنسية القديمة، هي إحدى لهجات اللغات الفرنسية الشمالية. كان يتحدث بها في جميع أنحاء منطقة النورماندي الحالية وانتشرت في إنجلترا وجنوب إيطاليا وصقلية وبلاد الشام. هي سلف النورمانية الحديثة بما في ذلك اللهجات الجزرية (مثل جيرزي) فضلًا عن الأنجلو نورمان. كثيرًا ما يخلط بها مع الفرنسية القديمة والتي تستخدم أحيانًا لوصف جميع لهجات اللغات الفرنسية الشمالية.
كانت النورمانية القديمة لغة هامة لإمارة أنطاكية خلال الحكم الصليبي في بلاد الشام. 
احتوت النورمانية القديمة على العديد من العناصر من الإسكندنافية القديمة (والقليل من اللغة الكلتية) والتي كانت غير معروفة في اللغة الفرنسية القديمة في ذلك الوقت.
كتابات الشاعر روبير واس المولود في جيرزي هي من بين قلة من السجلات التي تحفظ النورمانية القديمة.